# Délégation du gouvernement dans les Asturies
La délégation du gouvernement dans les Asturies est un organe dépendant du ministère de la Politique territoriale. Le délégué représente le gouvernement de l'Espagne dans les Asturies.

## Structure

### Siège
Le siège de la délégation du gouvernement dans les Asturies se situe sur la place d'Espagne à Oviedo, la capitale régionale.

## Titulaires
| Délégués | Délégués                       | Dates du mandat | Dates du mandat | Parti |
| -------- | ------------------------------ | --------------- | --------------- | ----- |
|          | Ricardo Larraínzar Zaballa     | 11/09/1982      | 16/12/1982      | UCD   |
|          | Obdulio Fernández González     | 16/12/1982      | 19/09/1988      | PSOE  |
|          | Manuel Ponga Santamarta        | 19/09/1988      | 18/05/1996      | PSOE  |
|          | Fernando Ramón Fernández Noval | 18/05/1996      | 20/05/2000      | PP    |
|          | Mercedes Fernández             | 20/05/2000      | 01/05/2004      | PP    |
|          | Antonio Trevín                 | 01/05/2004      | 15/10/2011      | PSOE  |
|          | Francisco González Zapico      | 15/10/2011      | 06/01/2012      | PSOE  |
|          | Gabino de Lorenzo              | 06/01/2012      | 24/03/2018      | PP    |
|          | Mariano Marín Albi             | 24/03/2018      | 19/06/2018      | PP    |
|          | Delia Losa Carballido          | 19/06/2018      | 17/07/2024      | PSOE  |
|          | Adriana Lastra                 | 17/07/2024      | En fonction     | PSOE  |